# Kéné Endoye
Kéné Endoye (Senegal, 20 de noviembre de 1978-13 de febrero de 2023) fue una atleta senegalesa especializada en la prueba de triple salto, en la que consiguió ser medallista de bronce mundial en pista cubierta en 2003.

## Carrera deportiva
En el Campeonato Mundial de Atletismo en Pista Cubierta de 2003 ganó la medalla de bronce en el triple salto, con un salto de 14.72 metros, tras la británica Ashia Hansen (oro con 15.01 metros) y la camerunesa Françoise Mbango Etone.

## Muerte
Kéné Endoye falleció el 13 de febrero de 2023 como consecuencia de una larga enfermedad, que no fue mencionada. 